# Ligawasan
Ligawasan är ett marskland i floden Mindanaos avrinningsområde på södra delen av ön Mindanao i Filippinerna.
Sedan 16 maj 2006 är marsklandet uppsatt på Filippinernas tentativa världsarvslista.